# 喝火令
《喝火令》，詞牌名。雙調六十五字，前段五句三平韻，後段七句四平韻。此詞後段第四、五、六句，前二字相同，为喝火令之特色。

## 詞牌軼事
詞牌《喝火令》在清代開始逐漸興起，其中開始亦有對黃庭堅的《喝火令》進行深入分析並發現其創作的格律。其中為
二仗一疊三槍一破一襯一應
“二仗”指對仗。一疊是指詞的下片末尾疊上四字。其中仄平平仄仄平平，再疊上仄仄平平。三槍是指在該格律以進行以四言、五言、六言的方式進行襯托。比如黃庭堅詞：“曉也星稀，曉也月星稀，曉也雁行低度。”一破是指攤破，如後闕的仄仄平平，仄仄仄平平即為“攤破”。一襯是結句部分格律互相對應 如“星”、“月”與“雁行低度”兩句相互映襯而突出詞的氛圍。一應是指結句部分相互對應。比如上片“無處可追尋”對下片“不會寄佳音”。

## 詞牌格式
仄仄平平仄，平平仄仄平（對仗）。仄平平仄仄平平。平仄仄平平仄，平仄仄平平。

仄仄平平仄，平平仄仄平（對仗）。仄平平仄仄平平。仄仄平平（重叠），仄仄仄平平。仄仄仄平平仄（襯托），仄仄仄平平（與上片對應）。

## 例詞
黃庭堅

見晚情如舊。交疏分已深。

舞時歌處動人心。

煙水數年魂夢，無處可追尋。

昨夜燈前見。重題漢上襟。

便愁雲雨又難禁。

曉也星稀，曉也月西沈。

曉也雁行低度，不會寄芳音。